# Zajko Zeba
Zajko Zeba (Sarajevo, Bosnia Herzegovina, 22 de mayo de 1983) es un exfutbolista bosnio. Jugaba de centrocampista y en agosto de 2021 decidió dejar el fútbol para jugar al fútbol sala.

## Selección nacional
Fue internacional con la selección de fútbol de Bosnia y Herzegovina en cinco ocasiones.

## Clubes
| Club                                | País                 | Año       |
| ----------------------------------- | -------------------- | --------- |
| F. K. Olimpik                       | Bosnia Herzegovina   | 2002-2003 |
| N. K. Brotnjo                       | Bosnia Herzegovina   | 2003-2004 |
| F. K. Željezničar Sarajevo (cedido) | Bosnia Herzegovina   | 2004      |
| H. Š. K. Zrinjski Mostar            | Bosnia Herzegovina   | 2004-2005 |
| N. K. Maribor                       | Eslovenia            | 2005-2007 |
| F. C. KAMAZ Naberezhnye Chelny      | Rusia                | 2007-2009 |
| F. C. Alania Vladikavkaz            | Rusia                | 2010      |
| F. K. Željezničar Sarajevo          | Bosnia Herzegovina   | 2010-2012 |
| R. N. K. Split                      | Croacia              | 2013      |
| N. K. Olimpija Ljubljana            | Eslovenia            | 2013      |
| F. K. Olimpik                       | Bosnia Herzegovina   | 2014      |
| K. F. Shkëndija                     | Macedonia del Norte  | 2014-2015 |
| F. K. Sloboda Tuzla                 | Bosnia y Herzegovina | 2015-2016 |
| F. K. Željezničar Sarajevo          | Bosnia y Herzegovina | 2016-2018 |
| F. K. Olimpik                       | Bosnia Herzegovina   | 2019-2020 |
| F. K. Igman Konjic                  | Bosnia Herzegovina   | 2020-2021 |